# 阪南大学高等学校
阪南大学高等学校（はんなんだいがくこうとうがっこう）は、大阪府松原市河合二丁目にある私立高等学校。
学校法人阪南大学が運営している。略称は「阪南大高」。高校は全日制の普通科を設置し、探究特進コースSとA、総合進学コースの各コースを設置している。探究特進は2年からSS・SA・Iがある。

## 沿革
1939年1月に南河内郡藤井寺村大字岡（現在の藤井寺市春日丘）にあった藤井寺球場併設の仮校舎にて、2年制の大鉄（だいてつ）工学校として開校した。当初の校名は大阪鉄道（大鉄）社長の佐竹三吾が学校建設を支援していたことに由来する。同年7月には南河内郡天美村大字池内（現在の松原市天美東）に移転した。1941年3月に財団法人大鉄学院が設立され、同年4月に5年制の大鉄工業学校に改組された。1943年に大鉄が関西急行鉄道（関急）に吸収合併され、さらに関急は1944年に近畿日本鉄道（近鉄）となったが、これら鉄道事業者は本校の運営には関わっておらず、大鉄の校名は以降40年以上も続くこととなった。
学制改革により、1947年に新制の大鉄中学校を設置し、1948年に旧制の大鉄工業学校を新制の大鉄高等学校に改組して、普通科と商業科を設置した。1951年に財団法人大鉄学院を学校法人大鉄学園に改組。新制高等学校への移行当初は工業系の学科は設置されなかったが、1952年に電気科、1953年に機械科が設置され、普通科・商業科・工業科を併設する総合制高等学校となった。その後、普通科は1956年（昭和31年）に一時廃止されたが、1964年に再び設置されている。
1965年に学校法人大鉄学園によって本校隣接地に阪南大学が開学したが、大鉄の校名は以降20年以上続いた。しかし、1986年に阪南大学高等学校に改称され、1994年には学校法人大鉄学園も学校法人阪南大学に改称され、さらに校歌と制服も変更された。2000年には一部コースで男女共学化され、2002年に松原市河合の現在地に移転、2010年、完全男女共学校になった。
硬式野球部は大鉄高校時代に大阪私学7強の一角を占めていた古豪で、選抜高等学校野球大会に5度（うち準優勝1回）、全国高等学校野球選手権大会に2度（うちベスト4が1回)出場しており、甲子園での通算勝利数は9勝を挙げている。そのため下記の通りプロ野球選手も多く輩出している。

### 年表
- 1939年
  - 1月 - 藤井寺村大字岡（現・藤井寺市春日丘）にて大鉄工学校（2年制）創立
  - 7月 - 天美村大字池内（現・松原市天美東）に移転
- 1941年
  - 3月 - 財団法人大鉄学院創立
  - 4月 - 大鉄工業学校（5年制）開校
- 1947年 - 大鉄中学校開校
- 1948年4月 - 大鉄工業学校を大鉄高等学校に改称（改組）。全日制の商業科、普通科と定時制（学科不詳）を設置
- 1951年2月 - 財団法人大鉄学院を学校法人大鉄学園に改組
- 1952年 - 電気科設置
- 1953年 - 機械科設置
- 1953年 - 大鉄中学校募集停止
- 1967年 - 建築科設置により普通、商業、機械、電気、建築の5科体制に
- 1965年4月 - 阪南大学開学
- 1965年 - 高等学校相撲金沢大会団体戦で相撲部が全国優勝
- 1971年 - 選抜高等学校野球大会で硬式野球部が全国準優勝
- 1982年 - 国英コース設置
- 1986年4月 - 阪南大学高等学校に改称
- 1994年
  - 4月 - 法人名を学校法人大鉄学園から、学校法人阪南大学に改称。制服（紺色の学ランからブレザーに）と校歌が変更。
  - （月不明） - 文系コース設置
- 1998年 - 文理コース設置
- 2000年 - 国際コース（男女共学）設置
- 2001年 - 数英コース新設
- 2002年4月 - 松原市河合に移転。中等部を新設。旧校舎跡地には隣接する阪南大学が敷地を拡張する形で再整備される。
- 2003年 - 国英コースを男女共学化
- 2010年4月 - 総合コースと国際コースを統合し、総合進学コース（男女共学）を設置（これにより高等学校のすべてのコースが男女共学化）
- 2011年
  - 4月 - 数英コース（男女共学）、国英コース（男女共学）を統合し、文理特進コースI類、同コースII類（男女共学）を設置
  - 6月6日 - 中等部の生徒募集停止を発表[2]
- 2012年4月 - 中等部の生徒募集を停止
- 2015年2月 - 中等部を廃止
- 2022年4月 - 探究特進コースS、探求特進コースA設置

## 出身者
- 木村俊一（元プロ野球選手）
- 駒井鉄雄（元プロ野球選手）
- 小野坂清（元プロ野球選手）
- 土井正博（中退）（元プロ野球選手）
- 伊藤幸男（元プロ野球選手）
- 中井悦雄（元プロ野球選手）
- 福本豊[3]（元プロ野球選手、野球解説者）
- 山田豊彦（元プロ野球選手）
- 高橋二三男（元プロ野球選手）
- 半田実（元プロ野球選手）
- 田中末一（元プロ野球選手）
- 奥田直也（元プロ野球選手）
- 岩木哲（元プロ野球選手）
- 山村善則（元プロ野球選手、福岡ソフトバンクホークスコーチ）
- 山村勝彦（元プロ野球選手）
- 山田勉（元プロ野球選手）
- 岩本勉（元プロ野球選手、野球解説者）
- 前川恭兵（元プロ野球選手）
- 萬谷康平（元プロ野球選手）
- 河田篤秀（プロサッカー選手）
- 小松拓幹（プロサッカー選手）
- 村瀬悠介（プロサッカー選手）
- 小川大空（プロサッカー選手）
- 鈴木章斗（プロサッカー選手）
- 和田育（プロサッカー選手）
- 高木践（プロサッカー選手）
- 石橋晴行（プロバスケットボール選手、滋賀レイクスターズ）
- 土井畑知里（トランポリン選手）
- 藤島桓夫（歌手、代表曲「月の法善寺横町」など）
- Maho Udo（有働真帆、マドンナ (歌手)、テイラー・スウィフト、ジェイソン・デルーロ、シルク・ドゥ・ソレイユのダンサー）
- 三宅博（前衆議院議員（次世代の党））
- 辻本良三（ゲームクリエイター）
- 村岸俊吾（インフルエンサー テセサクch テセ 役名：小野寺）

## 交通
- 高見ノ里駅下車徒歩約7分（近鉄南大阪線利用）